# Ramsen (Schaffhausen)
Ramsen je mjesto u Švicarskoj u kantonu Schaffhausen.

## Zemljopis
Ramsen ima površinu od 13,45 km².  Osim zaseoku Moskau (Moskva), tu je i naziv polja Petersburg. Ovi nazivi su nastali pošto su ruske vojne jedinice 1799. taborovale na tom području.
Kroz mjesto teče rijeka Biber, koja se ulijeva ispod Stein am Rheina u Rajnu.

## Povijest
Ramsen se prvi put spominje 846. godine. Selo je u srednjem vijeku pripadalo Habsburgovcima Landgrafschaft Nellenburg.

## Stanovništvo
Selo je imalo 2008. godine 1308 stanovnika, a od toga 224 nešvicarca.

## Vanjske poveznice
- Službena stranica